# کچوو
کچوو (به لاتین: Kechüü) یک منطقهٔ مسکونی در قرقیزستان است که در استان جلال‌آباد واقع شده‌است. کچوو ۸۴۸ نفر جمعیت دارد و ۱٬۱۹۰ متر بالاتر از سطح دریا واقع شده‌است.